# Амићи
Амићи је предстојећи српски филм из 2025. године.
Филм је премијерно приказан на 49 фестивалу филмског сценарија у Врњачкој Бањи., 

## Радња
Звонко и Љубиша се састају у београдском ресторану „Амићи“. Обојица су велики поштоваоци музичке сцене 80-их година из периода бивше Југославије. Користећи фразе и духовите увертире, најављују сваку од 22 песме класичног рок бенда Бијело дугме које прате њихов дијалог.

## Улоге
| Главне улоге      | Главне улоге |
| Глумац            | Улога        |
| ----------------- | ------------ |
| Милан Михаиловић  | Звонко       |
| Аљоша Вучковић    | Љубиша       |
| Александар Груден |              |